# بالاتا (إيطاليا)
بالاتا (بالإيطالية: Palata) هي كومونا في مقاطعة كمبباسة في منطقة مليزة الإيطالية، وتقع على بعد 35 كيلومتر (22 ميل) شمال شرقكمبباسة.